# Лонгобарди (Вибо Валенција)
Лонгобарди (итал. Longobardi) је насеље у Италији у округу Вибо Валенција, региону Калабрија.
Према процени из 2011. у насељу је живело 744 становника. Насеље се налази на надморској висини од 153 м.